# Эвкалипт ореадный
Эвкалипт ореадный (лат. Eucalyptus oreades) — вечнозеленое дерево, вид рода Эвкалипт (Eucalyptus) семейства Миртовые (Myrtaceae).

## Распространение и экология
В природе ареал охватывает восток Австралии — горы центральной части плоскогорья Нового Южного Уэльса и юг Квинсленда. Произрастает в поясе от 900 до 1200 м над уровнем моря в горных долинах и на аллювиальных склонах на бедных песчаных почвах.
В однолетнем возрасте сильно страдает при кратковременном понижении температуры до —8… -7 °C. Во взрослом состоянии переносит без 
повреждений кратковременные морозы в 9—10°, а при продолжительных — отмерзает до корня.
Растёт относительно быстро на глубоких наносных почвах и за 10 лет достигает высоты в 13—15 м. На сухих глинистых склонах растёт значительно медленнее. В Сочи на оподзоленной почве за 6 лет достиг высоты в 8,5 м, при диаметре ствола в 7,5 см, а лучшие экземпляры соответственно 10,5 м и 9,5 см. 

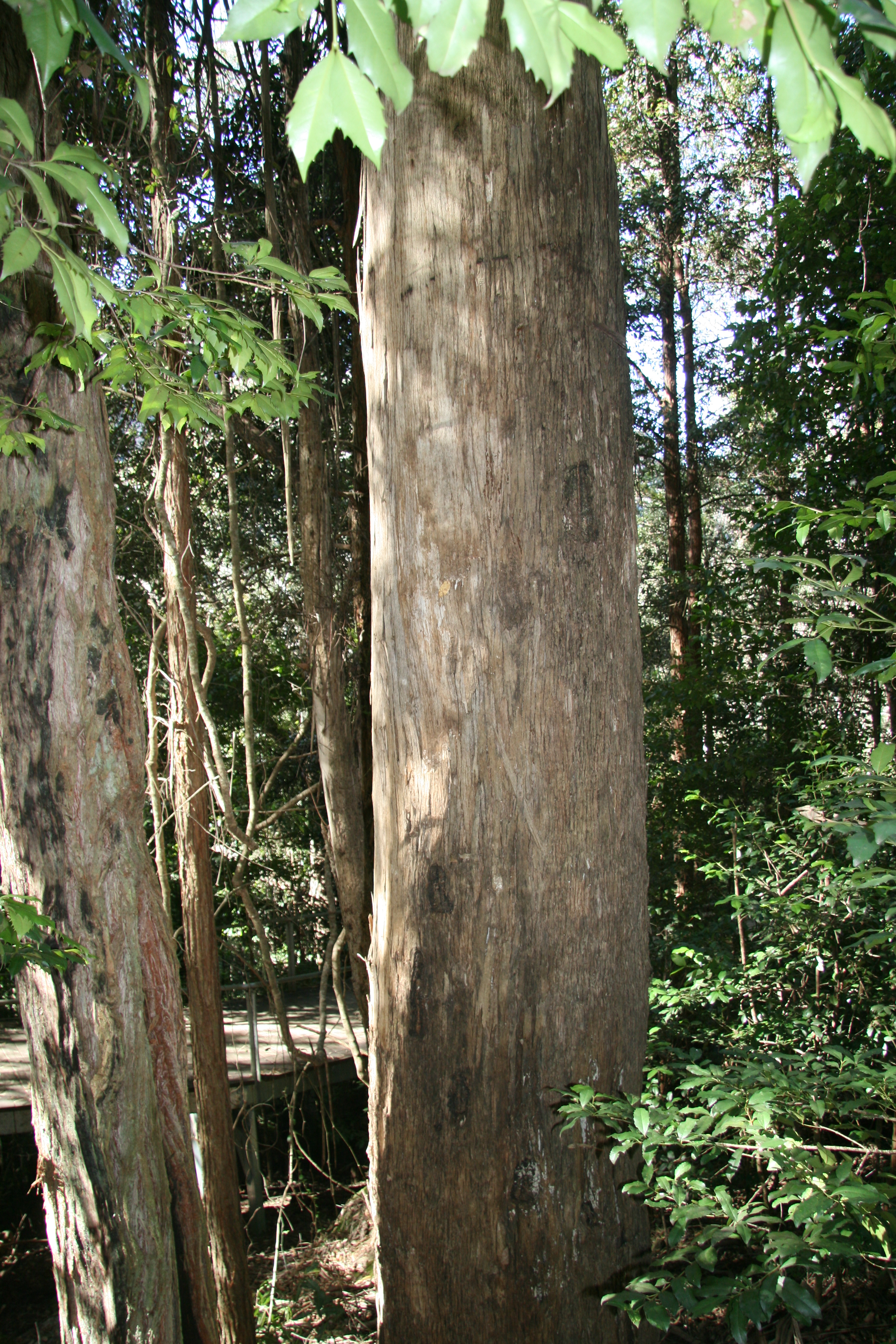
Нижняя часть ствола.

## Ботаническое описание
Дерево высотой до 30—35 м.
Кора гладкая, беловатая или голубоватая на всём стволе и ветках, иногда грубая у основания ствола.
Молодые листья супротивные, в количестве 3—4 пар, на коротком черешке, округлые или эллиптические, длиной 5—9 см, шириной 4—7 см. Промежуточные листья очерёдные, черешковые, продолговатые или продолговато-ланцетные, длиной 10—13 см, шириной 4—5 см, толстые, кожистые. Взрослые — очерёдные, на длинных черешках, ланцетные или узколанцетные, длиной 10—15 см, шириной 1,5—2 см, остроконечные, толстые, кожистые, блестящие, тёмно-зелёные на обеих поверхностях.
Зонтики пазушные, 3—8-цветковые, на почти цилиндрических, длиной до 12 мм  ножках; бутоны на ножках, округло-булавовидные, длиной 5—6 мм, и столько же в диаметре, острые, слабо угловатые; крышечка полушаровидная, острая, равная полушаровидной трубке цветоложа; тычинки все фертильные; пыльники почковидные, гнезда перепончатые; железка маленькая, шаровидная, верхушечная.
Плоды на ножках, округло-булавовидные или почти конические, длиной 5—7 мм, диаметром 6—10 мм; диск широкий, красноватый, плоский или почти скошенный, створки вдавленные.
На родине цветёт в январе — феврале; на Черноморском побережье Кавказа — в июле — августе.

## Значение и применение
Древесина светлая, лёгкая, гибкая, используется на столбы, в строительстве, в мебельном и столярном производствах, для настилки полов.
Листья содержат эфирное (эвкалиптовое) масло (1,2 %), состоящее из фелландрена, цинеола, пиперитона, эвдесмола и сесквитерпенов.

## Таксономия
Вид Эвкалипт ореадный входит в род Эвкалипт (Eucalyptus) подсемейства Миртовые (Myrtoideae) семейства Миртовые (Myrtaceae) порядка Миртоцветные (Myrtales).
|  |                                      |  |                                                             |                                                             |                    |  | ещё 13 семейств (согласно Системе APG II) | ещё 13 семейств (согласно Системе APG II)    |                                              |  |  |  | ещё 130 родов       | ещё 130 родов         |  |  |
|  |                                      |  |                                                             |                                                             |                    |  | ещё 13 семейств (согласно Системе APG II) | ещё 13 семейств (согласно Системе APG II)    |                                              |  |  |  | ещё 130 родов       | ещё 130 родов         |  |  |
|  |                                      |  |                                                             | порядок Миртоцветные                                        |                    |  |                                           |                                              | подсемейство Миртовые                        |  |  |  |                     | вид Эвкалипт ореадный |  |  |
|  |                                      |  |                                                             | порядок Миртоцветные                                        |                    |  |                                           |                                              | подсемейство Миртовые                        |  |  |  |                     | вид Эвкалипт ореадный |  |  |
|  | отдел Цветковые, или Покрытосеменные |  |                                                             |                                                             | семейство Миртовые |  |                                           |                                              | род Эвкалипт                                 |  |  |  |                     |                       |  |  |
|  | отдел Цветковые, или Покрытосеменные |  |                                                             |                                                             |                    |  |                                           |                                              |                                              |  |  |  |                     |                       |  |  |
|  |                                      |  | ещё 44 порядка цветковых растений (согласно Системе APG II) | ещё 44 порядка цветковых растений (согласно Системе APG II) |                    |  |                                           | ещё 1 подсемейство (согласно Системе APG II) | ещё 1 подсемейство (согласно Системе APG II) |  |  |  | ещё более 700 видов |                       |  |  |
|  |                                      |  |                                                             | ещё 44 порядка цветковых растений (согласно Системе APG II) |                    |  |                                           |                                              | ещё 1 подсемейство (согласно Системе APG II) |  |  |  |                     |                       |  |  |